# Oyagami
Oyagami (祖神, Soshin, Sojin) est un terme du shinto qui fait référence à un ancêtre, une divinité ou l'âme (Sorei (en)) d'un ancêtre qui était vénéré comme une divinité au sein d'un certain clan. Lorsqu'il n'est pas utilisé pour exprimer l'idée d'une divinité tutélaire, il sert à exprimer une connotation de kami prenant soin des êtres humains de la même manière que des parents humains s'occupent de leurs enfants. Cette notion peut être comparée à l'expression 'Dieu le Père'.
Certaines sectes shinto croient que le monde entier ou le cosmos est une entité vivante, pleine de vitalité et de pouvoir productif qui provient de l'oyagami, qui est l'existence ultime qui donne naissance à toute chose. Selon cette croyance, les humains sont « la progéniture des kami » et c'est eux leur ont donné la vie. Cette croyance est liée à la divinité Ame-no-Minakanushi ou le premier kami
Dans la nouvelle religion Tenrikyō, la divinité principale est appelée «Oyagami» et le fondateur de la secte est connu sous le nom de « Oyasama ». Cette utilisation du terme 'parent' reflète la compréhension traditionnelle japonaise du rôle des êtres divins. Dans l'ensemble, le concept d'oyagami met l'accent sur la relation étroite entre les humains et les kami et sur la croyance que les êtres divins prennent soin des humains comme les parents prennent soin de leurs enfants.

## Divinités ancestrales
La Maison Impériale et de nombreux autres clans japonais croient aux Oyagami comme aux dieux dont ils descendent, également connus sous le nom d'Ujigami. Ils sont considérés comme leur ancêtre originel comme étant les Oyagami. La notion des Oyagami en tant qu'ancêtre commun a contribué à créer l'unité, comme l'ont également fait les Ujigami avant leur transition de divinités ancestrales à divinités liées à la terre. Initialement basés sur des liens familiaux, ces dieux du clan sont progressivement devenus associés aux terres où ils résidaient, à l'instar d'autres divinités locales.

## Autres utilisations
Le mot signifie « dieu parent ».
C'est le titre que Dieu utilise dans Tenrikyō,.